# Sud Grésivaudan
Ne doit pas être confondu avec Pays du Sud-Grésivaudan, Canton du Sud Grésivaudan ou Grésivaudan.

Sud Grésivaudan

Le nom Sud Grésivaudan désigne un des 13 territoires du département de l'Isère. 
Cette division du département permet de trouver une maison du Conseil départemental implantée sur chaque territoire au plus proche de chaque isérois, afin d'"être plus réactif, simplifier les démarches et faciliter le traitement des dossiers".

## Présentation
Sur ce territoire, la maison du conseil départemental se situe à Saint-Marcellin ;
Les communes qui en dépendent sont :
- Auberives-en-Royans
- Beaulieu
- Beauvoir-en-Royans
- Bessins
- Chantesse
- Chasselay
- Chatelus
- Chatte
- Chevrières
- Choranche
- Cognin-les-Gorges
- Cras
- Dionay
- Izeron
- L'Albenc
- La Rivière
- La Sône
- Malleval
- Montagne
- Montaud
- Morette
- Murinais
- Notre-Dame-de-l'Osier
- Poliénas
- Pont-en-Royans
- Presles
- Quincieu
- Rencurel
- Rovon
- Saint-André-en-Royans
- Saint-Antoine-l'Abbaye
- Saint-Appolinard
- Saint-Bonnet-de-Chavagne
- Saint-Gervais
- Saint-Hilaire-du-Rosier
- Saint-Just-de-Claix
- Saint-Lattier
- Saint-Marcellin
- Saint-Pierre-de-Chérennes
- Saint-Quentin-sur-Isère
- Saint-Romans
- Saint-Sauveur
- Saint-Vérand
- Serre-Nerpol
- Têche
- Varacieux
- Vatilieu
- Vinay

## Source
Site du Conseil Général de l'Isère